# ホシデン
ホシデン株式会社は、大阪府八尾市に拠点を構える企業。コネクタ、ジャック、スイッチ、電磁弁等の製造を手掛ける。JPX日経中小型株指数の構成銘柄の一つ。

## 概要
過去には液晶表示素子（パッシブ、アクティブ共）の開発・製造・販売も手がけていた。なおアクティブタイプについては、平成9年にフィリップスとの合弁会社であるホシデン・フィリップス・ディスプレイ株式会社（後に合弁は解消）に事業譲渡した。
基本的には部品メーカーであるが、コンシューマー向け完成品として1960年代からイヤホンを手がけており、『ホシデンルンルン』ブランドで片耳イヤホンやステレオヘッドホンを販売し、1977年からは販売子会社を設立して『SATOLEX』（サトレックス）ブランドで製品を展開している。途中、製品開発から手を引いていたが、2012年から本格的に製品開発・販売を再開している。

## 沿革
- 1947年（昭和22年）4月 - 大阪市東成区にて古橋了が当社前身の古橋製作所（現・ホシデン株式会社）を創立。
- 1950年（昭和25年）9月 - 資本金20万円をもって、星電器製造株式会社を設立。
- 1959年（昭和34年）11月 - 城東電機株式会社（現・ホシデン精工）及び群馬県伊勢崎市に東京星電株式会社（現・東京事業所）を設立。
- 1960年（昭和35年）
  - 3月 - 音響部品（イヤホン、マイクロホン）の開発・生産を開始。
  - 5月 - 関東地域への販売拠点として、東京都品川区に東京営業所を開設。
  - 7月 - 現在地に本社工場を移転。
- 1963年（昭和38年）8月 - 大阪証券取引所市場第二部に株式上場。
- 1966年（昭和41年）12月 - 初の海外進出として香港に現地法人「香港星電」を設立。
- 1968年（昭和43年）8月 - 福岡県に九州星電株式会社（現・ホシデン九州）を設立。
- 1969年（昭和44年）9月 - 台湾に現地法人「台湾星電」を設立。
- 1972年（昭和47年）10月 - カラー液晶表示素子の開発を開始。
- 1973年（昭和48年）2月 - 韓国に現地法人「韓国星電株式会社」を設立。
- 1978年（昭和53年）
  - 1月 - 米国に現地法人「HOSIDEN AMERICA CORP.」を設立。
  - 6月 - シンガポールに現地法人「HOSIDEN SINGAPORE PTE.LTD.」を設立。
- 1979年（昭和54年）10月 - 業界初のカラー液晶表示素子を開発、エレクトロニクスショーに出品。
- 1980年（昭和55年）9月 - 大阪証券取引所市場第一部に指定替え。
- 1982年（昭和57年）4月 - 滋賀県に星電子工業株式会社（現・ホシデンエフ・ディ）を設立。
- 1985年（昭和60年）11月 - 東京・ホテルパシフィックにて第1回技術展を開催。
- 1986年（昭和61年）3月 - ドイツに現地法人「HOSIDEN EUROPE GmbH.」を設立。
- 1988年（昭和63年）5月 - 中国・東莞市に委託加工工場「中星電器廠」を設立。
- 1990年（平成2年）
  - 2月 - 英国に現地法人「HOSIDEN BESSON LTD.」を設立。
  - 10月 - 創立40周年を迎え、ホシデン株式会社に社名変更。
- 1992年（平成4年）
  - 3月 - 中国・青島市に現地法人「青島星電電子」を設立。
  - 12月 ‐ 東京証券取引所市場第一部に株式上場。
- 2005年（平成17年）7月 - 中国・青島市に現地法人「星電高科技（青島）」を設立。
- 2007年（平成19年）2月 - 中国・天津市に現地法人「天津豪熙電電子」を設立。
- 2008年（平成20年）10月 - ベトナム・ハノイ近郊に現地法人「HOSIDEN VIETNAM（BAG GIANG）CO.,LTD.」を設立。
- 2012年（平成24年）2月 - 中国・東莞市に現地法人「東莞橋頭星電科技電子」及び「東莞橋頭中星電器」を設立。

## 所在地
- 本社（大阪府八尾市）
- 東京工場（群馬県伊勢崎市）

## 関連会社
- ホシデン精工株式会社（大阪府柏原市）
- ホシデン化成株式会社（滋賀県愛知郡愛荘町）
- ホシデンエフ・ディ株式会社（滋賀県愛知郡愛荘町）
- ホシデン和歌山株式会社（和歌山県有田郡有田川町）
- ホシデン九州株式会社（福岡県鞍手郡鞍手町）
- 株式会社サトレックス（大阪府大阪市東成区）

## 脚註
1. ↑  JPX日経中小型株指数構成銘柄一覧　(2021年9月30日時点） jpx.co.jp 2021年10月4日公表 2021年10月8日閲覧。
2. 1 2  “ハイコスパなハイレゾヘッドホンブランド、SATOLEXの謎”.  USEN (2016年4月22日時点). 2016年11月3日閲覧。